# Călin Georgescu
Călin Georgescu (Bucareste, 26 de março de 1962) é um político romeno de extrema-direita, agrônomo, que o site de notícias americano Politico avalia como um teórico da conspiração, que trabalhou na área de desenvolvimento sustentável. Foi Presidente do Centro Europeu de Pesquisa do Clube de Roma (2013–2015).
Georgescu concorreu como candidato independente nas eleições presidenciais romenas de 2024; suas opiniões foram descritas como pró-Rússia, anti-OTAN e de extrema-direita, sendo também classificado como ultranacionalista, populista de extrema-direita e extremista. Apesar de inicialmente ser considerado um candidato marginal, com cerca de 5% das intenções de voto, ele acabou obtendo 23% e recebeu o maior número de votos no primeiro turno das eleições. De acordo com documentos fornecidos pelos serviços de segurança romenos, sua campanha utilizou fundos não declarados superiores a €1.000.000, e a infraestrutura eleitoral foi alvo de ataques cibernéticos que se acredita terem se originado de 'um agente estatal'. Como consequência, o Tribunal Constitucional da Romênia anulou os resultados do primeiro turno em 6 de dezembro.

## Início da vida e educação
Georgescu nasceu no bairro de Cotroceni, em Bucareste, filho de Scarlat Georgescu e Aneta Georgescu, nascida Popescu. Formou-se em 1986 no Instituto Nicolae Bălcescu de Agronomia em Bucareste e obteve seu doutorado em pedologia no mesmo instituto em 1999.

## Carreira diplomática
Em 1991, Georgescu tornou-se chefe do Gabinete do Meio Ambiente do Parlamento da Romênia. Em 1992, passou a atuar como conselheiro do então Ministro do Meio Ambiente, Marcian Bleahu. Ele foi Secretário-Geral do Ministério do Meio Ambiente entre 1997 e 1998.
Georgescu atuou como diretor executivo do Centro Nacional para o Desenvolvimento Sustentável, em Bucareste, de 2000 a 2013, período em que coordenou a elaboração de duas versões da Estratégia Nacional de Desenvolvimento Sustentável, alinhadas às diretrizes da Estratégia Europeia para o Desenvolvimento Sustentável. Foi presidente do Centro Europeu de Investigação do Clube de Roma entre 2013 e 2015 e diretor executivo do Instituto do Índice Global de Sustentabilidade da ONU, com sede em Genebra e Vaduz, entre 2015 e 2016.
Georgescu trabalhou como Relator Especial da ONU para os direitos humanos e resíduos perigosos, e representou a Romênia no comité nacional do Programa das Nações Unidas para o Ambiente.

## Carreira política

Mapa indicando o candidato mais votado em cada distrito nas eleições presidenciais romenas de 2024. Os distritos em que Călin Georgescu foi o primeiro candidato estão em cinza.

Georgescu foi proposto como primeiro-ministro pela Aliança para a União dos Romenos em 2020 e 2021. Georgescu concorreu à presidência nas eleições presidenciais romenas de 2024. Entre suas propostas de campanha estavam o fortalecimento das capacidades de defesa da Romênia, a diversificação das relações diplomáticas do país, o aumento do apoio aos agricultores, a promoção da produção nacional de energia e alimentos, e a redução da dependência de importações. Ele obteve o maior número de votos, 22,95%, no primeiro turno da votação em 24 de novembro, e avançou para um segundo turno agendado para 8 de dezembro, juntamente com Elena Lasconi.
Em 6 de dezembro de 2024, o Tribunal Constitucional da Romênia cancelou as eleições presidenciais, que terão que ser remarcadas para uma data posterior. O tribunal não forneceu uma razão para o cancelamento. A interferência da Rússia nas eleições romenas foi mencionada como a principal razão. Georgescu interpôs recurso no Tribunal Europeu dos Direitos Humanos contra o cancelamento, onde o tribunal rejeitou em 21 de janeiro de 2025, afirmando que não tinha jurisdição sobre o caso.

### Ideologia política
Em novembro de 2020, Georgescu afirmou que o ditador Ion Antonescu e o fundador da Guarda de Ferro, Corneliu Zelea Codreanu, são heróis através dos quais "a história nacional viveu, através deles fala e falou a história nacional e não através dos lacaios das potências globalistas que hoje lideram temporariamente a Roménia". Ele também disse que a revolução romena foi usada pelo Ocidente para roubar recursos romenos e promoveu várias vezes a desinformação sobre a COVID-19.
Em novembro de 2024, ele falou com o Ministro dos Assuntos da Diáspora Israelense, Amichai Chikli. Georgescu disse que, se eleito, lutaria contra o antissemitismo, mudaria a embaixada romena em Israel para Jerusalém, convidaria o primeiro-ministro israelense Benjamin Netanyahu para Bucareste e ignoraria o mandado de prisão do Tribunal Penal Internacional para Netanyahu, apesar da Romênia ser um estado parte do Estatuto de Roma. A Romênia acusou Israel de interferir nas eleições presidenciais romenas de 2024 a favor de Georgescu.
Georgescu declarou que é a favor do não alinhamento geopolítico da Romênia entre os dois blocos de poder. Ele negou ser extremista ou fascista, dizendo: "Continuamos diretamente ligados aos valores europeus, mas devemos encontrar os nossos (próprios) valores". Ele falou sobre apoiar os agricultores romenos, os valores tradicionais, a Igreja Ortodoxa Romena e a autossuficiência energética e agrícola da Romênia. Também afirmou que a Romênia cumpriria seus compromissos com a UE e a OTAN, mas apenas "na medida em que estes respeitarem os compromissos com a Romênia."  Ele criticou a dependência da Romênia de empresas internacionais em setores como alimentos, água e energia. Georgescu acusou a indústria de armas nos Estados Unidos de alimentar a Guerra Russo-Ucraniana, mas afirmou que "Para mim e meu povo, o mais importante é a parceria com a América. “Ele apoiou os esforços de Donald Trump para acabar com a guerra na Ucrânia por meio de negociações.
Vários artigos da mídia criticaram Georgescu por suas declarações pró-Rússia, descrevendo-o como um russófilo e demonstrando como ele usou suas plataformas de mídia social para espalhar informações provenientes da mídia estatal russa. Isso também resultou em sua saída da AUR em 2022. Georgescu também criticou a União Europeia e a OTAN e, numa entrevista de 2021, descreveu o escudo de defesa antimísseis balísticos desta última em Deveselu como uma "vergonha da diplomacia", e chamou-lhe uma "desgraça".  Ele também elogiou o presidente russo Vladimir Putin como "um homem que ama seu país". Ele disse que queria envolver-se com a Rússia, em vez de desafiá-la, porque "a segurança vem do diálogo, não do confronto". Falando da guerra em Donbass que começou em 2014, Georgescu disse em 2021: "A situação na Ucrânia é claramente manipulada, com o objetivo de provocar um conflito destinado a ajudar financeiramente o complexo militar-industrial dos EUA."  Georgescu também prometeu acabar com a ajuda militar à Ucrânia se for eleito presidente. Ele também chamou a Ucrânia de um estado fictício e sugeriu que a Romênia poderia anexar territórios ucranianos, precisamente a Bucovina do Norte, Budjak e o Norte de Maramureș . Georgescu também se descreve como "ultra pró" do presidente dos EUA, Donald Trump. 
Georgescu não acredita na aterragem humana na Lua. Em um podcast, ele também mencionou que os sucos carbonatados contêm nanochips, que “entram em você como em um laptop”, e considera as mudanças climáticas “uma farsa global ”, que “não tem nada a ver com a realidade”.

### Escândalo do TikTok
A campanha de Georgescu usou as mídias sociais, especialmente o TikTok, onde seus vídeos acumularam mais de 52 milhões de visualizações em um período de quatro dias, atraindo a atenção de eleitores mais jovens. O Conselho Supremo de Defesa Nacional da Romênia afirmou que o TikTok deu 'tratamento preferencial' a Georgescu, o que resultou em sua 'exposição massiva'. Em resposta, o TikTok declarou que Georgescu foi tratado da mesma forma que os demais candidatos e "estava sujeito exatamente às mesmas regras e restrições".
Em 4 de dezembro de 2024, o então presidente romeno Klaus Iohannis desclassificou e publicou documentos da agência de inteligência romena, que afirmavam que o crescimento de Georgescu "não era orgânico" e foi financiado e coordenado por um "ator estatal". Iohannis desclassificou os documentos a pedido das agências de inteligência. Os documentos dizem que o slogan da campanha publicitária de Georgescu, "Equilíbrio e verticalidade", era idêntico em sua metodologia ao slogan de uma campanha anterior do TikTok, "Irmão perto de irmão", comprado por atores russos e direcionado à Ucrânia. A mídia romena disse que a pessoa que financiou a campanha de Georgescu foi um apoiador de direita chamado Eugen Sechila. Os documentos dizem que a campanha foi coordenada pelos canais Telegram e Discord, onde foram dados conselhos aos participantes sobre como contornar os mecanismos de segurança do TikTok, evitar bloqueios geográficos e banimentos por spam de comentários. Uma conta envolvida, "bogpr", identificada como registrada em nome de um cidadão romeno, Bogdan Peșchir, fez doações para outras contas do TikTok de mais de € 1 milhão, incluindo € 381.000 para contas diretamente envolvidas na promoção da campanha de Georgescu. A empresa de publicidade sul-africana FA Agency contatou vários influenciadores do TikTok e ofereceu € 1.000 para promover os vídeos de Georgescu. No total, mais de 25.000 contas estiveram envolvidas na promoção desses vídeos. O Tribunal Constitucional anulou os resultados das eleições em 6 de dezembro. Não foi fornecido um motivo para o cancelamento. A oponente de Georgescu, Elena Lasconi, disse que "a decisão do tribunal constitucional é ilegal, amoral e esmaga a própria essência da democracia, o voto". 
O veículo investigativo romeno Snoop escreveu que a campanha do TikTok foi financiada pelo Partido Liberal Nacional, que contratou a empresa Kensington Communication para executar a campanha. A Kensington Communications enviou um roteiro a 130 influenciadores para uso por meio de uma plataforma recém-criada chamada FameUp. 

## Vida pessoal
Georgescu é casado e tem três filhos. Ele tem duas contas no TikTok, uma das quais acumulou mais de 1,7 milhões de curtidas antes de ser excluída na época da eleição presidencial de 2024, enquanto a outra tem 3,7 milhões de curtidas e 274.000 seguidores, crescendo nas semanas anteriores à eleição. Ele também é praticante de judô.

## Publicações
- Romênia em uma encruzilhada (, Editura Logos, București, 2014 e Editura Christiana, 2016 (segunda edição revisada e o projeto do país)
- "România după criză. Reprofesionalizarea" [Romênia depois da crise. Remodelando o valor profissional], coordenadores  ro e Călin Georgescu, Compania Publishing House, Bucareste, 2010.ISBN 9789731960845ISBN 9789731960845 .OCLC 826656439OCLC 826656439
- "Trezirea la realitate" [Um Despertar], na România pós-criză. Reprofesionalizarea României III [ Roménia após a crise ], 3.º Relatório IPID, Bucareste, 2010, pp. 5–15.
- "Reclădirea capitalului uman" [Reconstruindo o Capital Humano], em Șansa României: oamenii. Reprofesionalizarea României II [ Uma Chance para a Roménia: Apostar nas Pessoas ], 2.º Relatório do IPID, București, 2009, pp. 7–18.
- "A Romênia na Véspera do Terceiro Milênio", em Millennium III, edição especial sobre "Quais forças estão impulsionando a Europa?, Conferência Europeia das Associações Nacionais do Clube de Roma", Bucareste, 23–24 de maio de 2008, pp. 95–103.
- "Reprofesionalizarea României" [ Remodelando o Valor Profissional na Roménia ], 1.º Relatório IPID, Bucareste, 2008; autor e editor.
- Estratégia Nacional de Desenvolvimento Sustentável da Romênia 2013-2020-2030, (disponível em romeno e inglês), Governo da Romênia, Bucareste, 2008; Gerente de Projeto.
- Planurile Locale de Dezvoltare Durabilă "Agenda Locală 21" [Planos de Desenvolvimento Local Sustentável no âmbito da Agenda 21 Local], para 40 autoridades locais, 2000–2008; Gestor de projeto.
- Estratégia Nacional de Desenvolvimento Sustentável (disponível em romeno e inglês), Programa das Nações Unidas para o Desenvolvimento, Bucareste, 1999; Gerente de Projeto.
- România 2020, coeditor com Mircea Malița et al., Editura Conspress, București, 1998.ISBN 9789739623391ISBN 9789739623391 .OCLC 895707059OCLC 895707059